# ویرجینیا اوبراین
ویرجینیا اوبراین (انگلیسی: Virginia O'Brien؛ ‏ ۱۸ آوریل ۱۹۱۹ – ۱۶ ژانویهٔ ۲۰۰۱) بازیگر و خواننده اهل ایالات متحده آمریکا بود. وی بین سال‌های ۱۹۴۰ تا ۲۰۰۱ میلادی فعالیت می‌کرد.
از فیلم‌هایی که وی در آن نقش داشته‌است، می‌توان به تا زمانی که ابرها کنار بروند، فرانسیس در نیروی دریایی و دو دختر و ملوان اشاره کرد.